# 通し矢

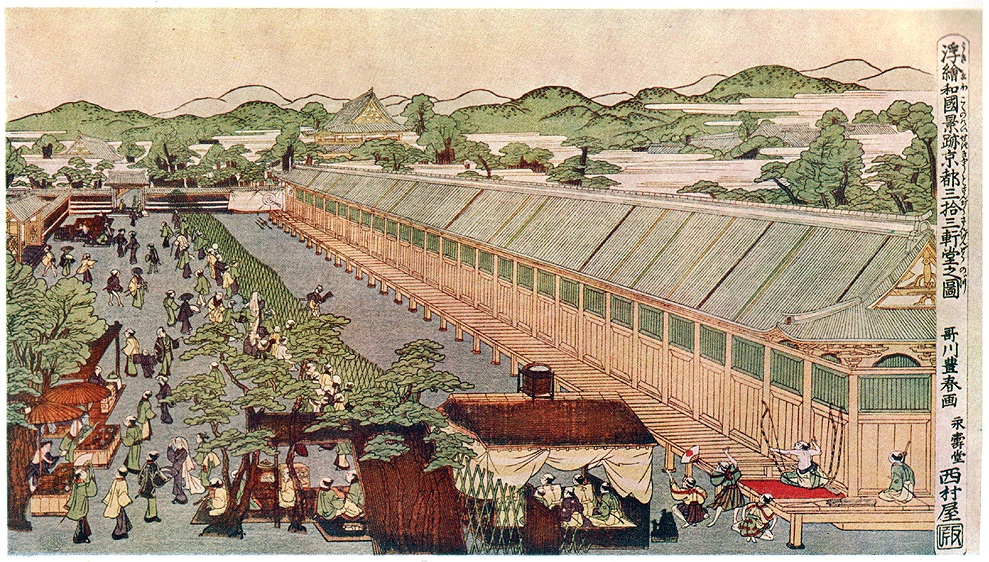
浮繪和國景跡京都三拾三軒堂之図　画:哥川豊春

通し矢（とおしや）は、弓術の一種目。堂射（どうしゃ）、堂前（どうまえ）などともいう。京都蓮華王院（三十三間堂）の本堂西側の軒下（長さ約121 m）を、南から北に矢を射通す競技である。様々な種目があったが、一昼夜に堂の南端から北端までの全長を射通した矢の数を競う「大矢数」が有名である。
江戸時代前期に最盛期を迎え、有力藩の後ろ盾のもと多くの射手が挑戦して記録更新が相次いだが、中期以降は大規模な通し矢競技は行われなくなった。京都三十三間堂の他、通し矢用に作られた江戸三十三間堂や東大寺大仏殿回廊でも行われた。通し矢用に工夫された技術・用具は現代の弓道にも影響を与えている。

## 歴史
起源については諸説ある。保元の乱の頃（1156年頃）に熊野の蕪坂源太という者が三十三間堂の軒下を根矢（鏃が付いた実戦用の矢）で射通したのに始まるともいわれる。天正年間頃から流行したとされ、それを裏付けるように文禄4年（1595年）には豊臣秀次が「山城三十三間堂に射術を試むるを禁ず」とする禁令を出している。なお秀次自身も弓術を好み、通し矢を試みたともいう。この頃はまだ射通した矢数を競ってはいなかったようである。
大矢数のはじめは1599年（慶長4年）の吉田五左衛門の千射と言われたり、1606年（慶長11年）の朝岡平兵衛の51本とも言われたりする。通し矢の記録を記した『年代矢数帳』（慶安4年〈1651年〉序刊）に明確な記録が残るのは、慶長11年（1606年）の朝岡平兵衛が最初である。平兵衛は清洲藩主松平忠吉の家臣で、日置流道雪派の伴喜左衛門道雪の弟子あるいは日置流竹林派の石堂竹林坊の弟子とされ、この年の1月19日、京都三十三間堂で100本中51本を射通し天下一の名を博した。以後射通した矢数を競うようになり、射越した（新記録達成）者は天下一を称した。多くの射手が記録に挑んだが、実施には多額の費用（千両という。）が掛かったため藩の援助が必須だった。
寛永年間以降は尾張藩と紀州藩の一騎討ちの様相を呈し、次々に記録が更新された。寛文9年（1669年）5月2日には尾張藩士の星野茂則（勘左衛門）が総矢数10,542本中通し矢8,000本で天下一となった。貞享3年（1686年）4月27日には紀州藩の和佐範遠（大八郎）が総矢数13,053本中通し矢8,133本で天下一となった。これが現在までの最高記録である。その後大矢数に挑む者は徐々に減少し、18世紀中期以降はほとんど行われなくなった。ただし千射や百射などの種目等は幕末まで行われている。
江戸では、寛永19年（1642年）、浅草に江戸三十三間堂が創建され、落慶の射初めは旗本吉田重信（久馬助。日置流印西派吉田印西の子）が行った。のち火災により深川に移転した。京都よりも多様な種目が行われて活況を呈したが、大矢数では京都の記録を上回ることはなかった。幕末に至っても通し矢は行われたが、明治5年（1872年）に堂宇は解体された。
東大寺でも通し矢が行われていた。大仏殿西回廊外側の軒下（106.8 m）を北から南に射通すもので、京都三十三間堂より距離は短いものの天井が低い(3.8-4.1 m)ため、難度は高かった。天保13年には当時挙母藩士で後の新撰組隊士安藤早太郎が、4月20日酉の刻（18時頃）から翌21日未半刻（15時頃）までで総矢数11,500本中、8,685本を射通した（成功率75.5%）。

江戸時代大いに流行した通し矢であったが、当時から過度の競技化には批判があり、伊勢貞丈は『安斎随筆』で「通し矢は用に立たず、矢数を射増したる名を取るのみにて、無益なる業なり。見せ物の類なり。」と述べている。
また多くの記録を樹立した尾州竹林派の内部でも、射の本質を損なうとして通し矢を行わなかった系統（岡部系）もあった。
明治以降、通し矢はほとんど行われなくなった。大矢数では明治32年（1899年）の若林正行 が4,457本を射通したのが最後の記録である。ただしその後も何度か試技は行われている。現在は毎年1月中旬に京都三十三間堂で「大的全国大会」が開催されているが、距離60mの遠的競技の形式であり、通し矢とは似て非なる物である。

## 競技

### 競技場
- 京都蓮華王院（三十三間堂）…全長（小口から小口まで）121.7 m、高さ4.5-5.3 m、幅2.36 m。なお、「33の柱間は長さ2間（けん、約1.82 m）に相当するから、堂の全長は33×2×1.82で約120 m」とするのは誤り。柱間は35あり、幅も中央の3つの柱間を除き3.3 mである。外縁の幅も約4.4 mある。三十三間堂#「三十三間」の由来と構造参照。
- 江戸三十三間堂（深川）…全長（同）122.0 m、高さ5.0-5.6 m、幅2.69 m。
- 東大寺大仏殿西回廊…全長（同）106.8 m、高さ3.8-4.1 m、幅2.10 m。

諸藩では折掛・堂形と称する物を作り稽古した。折掛は、一対の竹を立て間に縄を張ったものを3か所設置し、縄を屋根に見立てたもの。堂形はより本格的に、木材で堂を模して作ったもので、簡略に矢の弾道の最も高い部分だけを作る場合と、本格的に全長を模す場合があった。堂形は紀州藩、尾張藩、仙台藩、松江藩、加賀藩などにあったという。

### 種目
競技の普及に伴い、射距離（全堂、半堂、五十間等）、時間（一昼夜、日中）、矢数（千射、百射等）を組み合わせ、京都三十三間堂では合計14種目、江戸三十三間堂では23種目が行われた。これらのうち全堂大矢数が通し矢の花形であった。
|        | 全堂     | 六十間 | 五十五間 | 五十間   | 四十五間 | 四十間 | 半堂     |
| ------ | -------- | ------ | -------- | -------- | -------- | ------ | -------- |
| 大矢数 | 京・江戸 |        |          | 京・江戸 |          | 江戸   | 京・江戸 |
| 日矢数 | 京・江戸 |        |          |          |          |        | 京・江戸 |
| 夜矢数 | 京・江戸 |        |          |          |          |        | 京・江戸 |
| 千射   | 京・江戸 | 江戸   | 江戸     | 京・江戸 | 江戸     | 江戸   | 京・江戸 |
| 五百射 | 京・江戸 |        |          |          |          |        |          |
| 百射   | 京・江戸 | 江戸   | 江戸     | 京・江戸 | 江戸     | 江戸   | 京・江戸 |

- 大矢数…暮れ六つ（現在の午後6時ごろ）から翌日の暮れ六つまでの一昼夜、射通した矢数を競うもの。
- 日矢数…日中に射通した矢数を競うもの。
- 千射…矢数を千と定めて射通した数を競うもの。
- 百射…矢数を百と定めて射通した数を競うもの。
- 半堂…堂の中程から射て半分の距離を射通した本数を競うもので、年少者が行った。
- 五十間等…半堂と同じく距離を五十間等と定めて競技を行うもの。

競技運営にあたるものとして下記があった。
- 堂見…審判役で、日置流系六派の矢細工、弦細工職人があたった。
- 検見…記帳された通矢帳を確認し、判印を押して証明する。

## 道具
通し矢の発展とともに道具も改良されていった。主な特徴は以下の通りである。
- 和弓…現在京都三十三間堂の本堂内に通し矢で使われた弓が展示されている。
- 矢…鏃を付けず羽根も小さい軽量の木棒（きぼう）・平根（ひらね）と呼ばれる物を用いたものもある。→詳しくは捕具の木鏃の項を参照）。三十三間堂の西側軒下には垂木の間に挟まった矢が残っている。
- ゆがけ…通し矢の発展にともない堅帽子、四つがけが発明されたという。弓手（左手）には手袋状の押手がけを着用した。
- その他…胸当、肩当てを着用した。

星野勘左衛門が8,000本の記録を達成した時の道具は次のようであったという。
- 弓の長さ…六尺八寸（約2.06 m）。通常の弓は七尺三寸（約2.21 m）
- 弓力…四貫三百匁（約16 kg）の重りを弦に掛け一尺九寸（約58 cm）開いたという。推定で20 kg台後半。
- 弓の分（握り上部の弓の厚さ）…六分七八厘（約2.03-2.06 cm）
- 弓の横巾（握り上部の幅）…八分二三厘（約2.48-2.52 cm）
- 弓把の高さ（弓と弦の間隔）…五寸五分（約16.7 cm）
- 弦…三匁二三分（約12-12.4 g）。弦の重さは弦の太さの指標。中関（矢をつがえる部分）に三味線の糸（絹糸製）を二重に巻き付けたという。
- 矢束（矢の長さ）…二尺八寸七分（約87 cm）。
- 矢の重さ…朝方は四匁二三分（15.8-16.1 g）、次第に軽くして夕方には三匁七八分（13.9-14.3 g）にしたという。
- ゆがけ…押手がけは白革、勝手のかけの帽子は秘伝とされたため不詳。

## 記録
朝岡平兵衛以降の京都三十三間堂での大矢数天下一の記録。日付は全て旧暦で、複数回の記録達成者は備考に回数を記した。
| 年月日           | 通し矢 | 総矢数 | 氏名         | 所属                 | 流派   | 成功率 | 備考 |
| ---------------- | ------ | ------ | ------------ | -------------------- | ------ | ------ | ---- |
| 慶長11年1月19日  | 51     | 100    | 朝岡平兵衛   | 清洲藩（松平氏）     | 道雪派 |        |      |
| 慶長11年         | 126    | ―      | 上田角右衛門 | 清洲藩（松平氏）     | 道雪派 |        |      |
| ―                | 159    | ―      | 筒井伝兵衛   | 清洲藩（松平氏）     | 道雪派 |        |      |
| ―                | 170    | ―      | 塩尾角左衛門 | 清洲藩（松平氏）     | 道雪派 |        |      |
| ―                | 171    | ―      | 櫛田次左衛門 | 清洲藩（松平氏）     | 道雪派 |        |      |
| ―                | 188    | ―      | 吉田五左衛門 | 紀州藩（浅野家）     | 印西派 |        |      |
| ―                | 205    | ―      | 日置清順     | 紀州藩（浅野家）     | 道雪派 |        |      |
| ―                | 211    | ―      | 伴半右衛門   | 日出藩               | 道雪派 |        |      |
| ―                | 220    | ―      | 堀江助右衛門 | 加賀藩               | 道雪派 |        |      |
| ―                | 234    | ―      | 吉田大内蔵   | 加賀藩               | 大蔵派 |        | (1)  |
| ―                | 384    | ―      | 吉田大内蔵   | 加賀藩               | 大蔵派 |        | (2)  |
| 元和6年3月21日   | 534    | ―      | 糟谷左近     | 紀州藩（徳川家）     | 道雪派 |        | (1)  |
| 元和6年4月17日   | 584    | ―      | 吉田大内蔵   | 加賀藩               | 大蔵派 |        | (3)  |
| 元和7年4月24日   | 756    | ―      | 吉田大内蔵   | 加賀藩               | 大蔵派 |        | (4)  |
| 元和7年5月21日   | 900    | ―      | 矢島平左衛門 | 加賀藩               | 大蔵派 |        |      |
| 元和9年5月2日    | 1,323  | 2,087  | 吉田大内蔵   | 加賀藩               | 大蔵派 | 63%    | (5)  |
| 寛永4年4月7日    | 1,444  | 2,256  | 斎藤勘兵衛   | 広島藩               | 雪荷派 | 64%    |      |
| 寛永5年3月23日   | 1,583  | 2,509  | 糟谷左近     | 紀州藩               | 道雪派 | 63%    | (2)  |
| 寛永5年3月24日   | 1,730  | 2,530  | 落合孫九郎   | 紀州藩               | 雪荷派 | 68%    | (1)  |
| 寛永5年4月21日   | 1,742  | 2,775  | 吉田大内蔵   | 加賀藩               | 大蔵派 | 63%    | (6)  |
| 寛永6年4月7日    | 1,746  | 3,112  | 下村忠右衛門 | 紀州藩               | 竹林派 | 56%    |      |
| 寛永6年4月10日   | 1,852  | 3,317  | 落合孫九郎   | 紀州藩               | 雪荷派 | 56%    | (2)  |
| 寛永6年4月27日   | 1,920  | 4,060  | 山内半介     | 加賀藩               | 大蔵派 | 47%    |      |
| 寛永7年4月6日    | 2,052  | 3,568  | 糟谷左近     | 紀州藩               | 道雪派 | 58%    | (3)  |
| 寛永8年3月28日   | 2,271  | 3,700  | 吉田小左近   | 加賀藩               | 大蔵派 | 61%    |      |
| 寛永8年3月29日   | 2,784  | 4,951  | 杉山三右衛門 | 尾張藩               | 竹林派 | 56%    | (1)  |
| 寛永8年4月14日   | 2,835  | 5,320  | 大橋長蔵     | 伊予松山藩（蒲生氏） | 雪荷派 | 53%    |      |
| 寛永11年4月24日  | 3,151  | 5,320  | 高山八右衛門 | 庄内藩               | 山科派 | 59%    |      |
| 寛永12年4月1日   | 3,475  | 6,082  | 杉山三右衛門 | 尾張藩               | 竹林派 | 57%    | (2)  |
| 寛永14年3月13日  | 3,883  | 6,285  | 吉井助之丞   | 庄内藩               | 大蔵派 | 62%    |      |
| 寛永14年3月15日  | 4,313  | 7,180  | 長屋六左衛門 | 尾張藩               | 竹林派 | 60%    |      |
| 寛永14年3月18日  | 5,044  | 7,611  | 杉山三右衛門 | 尾張藩               | 竹林派 | 66%    | (3)  |
| 明暦2年閏4月21日 | 6,343  | 9,769  | 吉見台右衛門 | 紀州藩               | 竹林派 | 65%    |      |
| 寛文2年5月28日   | 6,666  | 10,025 | 星野勘左衛門 | 尾張藩               | 竹林派 | 63%    | (1)  |
| 寛文8年5月3日    | 7,077  | 9,000  | 葛西園右衛門 | 紀州藩               | 竹林派 | 79%    |      |
| 寛文9年5月2日    | 8,000  | 10,542 | 星野勘左衛門 | 尾張藩               | 竹林派 | 76%    | (2)  |
| 貞享3年4月27日   | 8,133  | 13,053 | 和佐大八郎   | 紀州藩               | 竹林派 | 62%    |      |